# Glaphyromorphus nyanchupinta
Glaphyromorphus nyanchupinta — вид сцинкоподібних ящірок родини сцинкових (Scincidae). Ендемік Австралії.

## Поширення і екологія
Glaphyromorphus nyanchupinta мешкають в горах хребта Макілрайта на північному сході Квінсленду. Вони живуть у вологих рівнинних і гірських тропічних лісах, на більш низьких висотах замінюються Glaphyromorphus nigricaudis.